# Friedrich Glauner
Friedrich Glauner (* 7. Januar 1960 in Stuttgart) ist  Philosoph und Autor. Er studierte Philosophie, Wirtschaftswissenschaften, Religionswissenschaften, Geschichte und Semiotik an der Universität Köln, der FU und TU Berlin, der UC Berkeley und der London School of Economics and Political Science.
Friedrich Glauner war Dozent an der FU Berlin, der TU Berlin sowie an der EBS Universität für Wirtschaft und Recht in Oestrich-Winkel. An der Universität der Bundeswehr München, dem Weltethos-Institut an der Universität Tübingen, der Hochschule Weihenstephan-Triersdorf sowie der Forstlichen Hochschule Rottenburg lehrte er zukunftsfähige Geschäftsmodellentwicklung, werteorientierte Unternehmensführung, Unternehmensethik, Leadership und Kommunikation. Er leitet das Regionalforum Bayern des Deutschen Netzwerkes Wirtschaftsethik (DNWE e.V.).
Glauner ist Inhaber einer Unternehmensberatung und betreibt eine „Philosophische Praxis“.
Er vertritt einen Beratungsansatz zu Wertemanagement, Unternehmenskultur und Geschäftsmodellentwicklung, der Anleihen in Philosophie, Betriebswirtschaftslehre und Systemtheorie entnimmt. Er propagiert ein Wachstumsmodell, das er als „Ethikologie“ bezeichnet.

## Werke
- Zukunftsfähige Geschäftsmodelle und Werte. Strategieentwicklung und Unternehmensführung in disruptiven Märkten. Springer Verlag Berlin / Heidelberg 2016. ISBN 978-3-662-49241-3
- Future Viability, Business Models and Values. Strategy, Business Management and Economy in Disruptive Markets. Springer Verlag Berlin / Heidelberg 2016. ISBN 978-3-319-34029-6
- CSR und Wertecockpits. Mess- und Steuerungssysteme der Unternehmenskultur. Springer Verlag Berlin / Heidelberg 2013. ISBN 978-3-642-40435-1
- Sprache und Weltbezug. Adorno, Heidegger, Wittgenstein. Verlag Karl Alber Freiburg / München 1998, 2. Aufl. ISBN 3-495-47861-2
- Christoph Asmuth / Friedrich Glauner / Burkhard Mojsisch (Hg.), Die Grenzen der Sprache: Sprachimmanenz – Sprachtranszendenz. B.R. Grüner. Amsterdam / Philadelphia 1998. ISBN 90-6032-464-1
- Kants Begründung der „Grenzen der Vernunft“. Janus Verlagsgesellschaft Köln 1990. ISBN 3-922607-93-4